# Slag bij Kesselsdorf

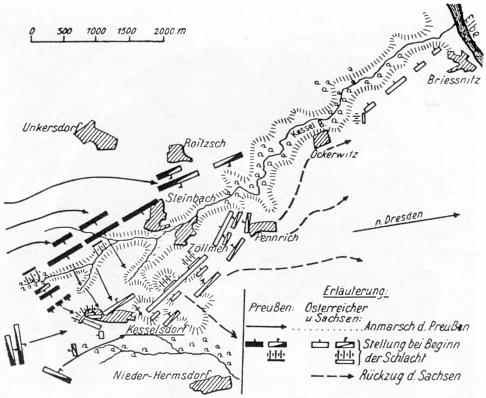
Kaart van de slag

De Slag bij Kesselsdorf (bij Dresden) werd uitgevochten op 15 december 1745, tussen het koninkrijk Pruisen en de gecombineerde strijdkrachten van het aartshertogdom Oostenrijk en het keurvorstendom Saksen, tijdens het deel van de Oostenrijkse Successieoorlog dat bekend staat als de Tweede Silezische Oorlog. De Pruisen stonden onder leiding van Leopold I, prins van Anhalt-Dessau, terwijl de Oostenrijkers en Saksen werden geleid door veldmaarschalk Rutowsky. De Pruisen behaalden de overwinning op het koninklijke Saksische leger en het keizerlijke leger van de Roomse keizer.
1740-'42: Eerste Silezische Oorlog ·
1740-'48: Oorlog van koning George ·
1741: Slag bij Mollwitz ·
1742: Slag bij Chotusitz ·
1743: Slag bij Dettingen ·
1744: Zeeslag bij Toulon ·
1744-'45: Tweede Silezische Oorlog ·
1744-'48: Eerste Karnataka Oorlog ·
1745: Slag bij Pfaffenhofen ·
1745: Slag bij Fontenoy ·
1745: Slag bij Hohenfriedeberg ·
1745: Slag bij Soor ·
1745: Slag bij Hennersdorf ·
1745: Slag bij Kesselsdorf ·
1746: Beleg van Brussel ·
1746: Slag bij Culloden ·
1746: Slag bij Piacenza ·
1746: Slag bij Rocourt ·
1747: Eerste zeeslag van Kaap Finisterre ·
1747: Slag bij Lafelt ·
1747: Beleg van Venlo ·
1747: Beleg van Bergen op Zoom ·
1747: Aanval op Steenbergen ·
1747: Tweede zeeslag van Kaap Finisterre ·
1748: Beleg van Maastricht ·
1748: Vrede van Aken
- Library of Congress Control Number: sh85072083
- Nationale Bibliotheek van Israël: 987007543583405171